# Worimi National Park
Worimi National Park är en park i Australien. Den ligger i delstaten New South Wales, i den sydöstra delen av landet, omkring 130 kilometer nordost om delstatshuvudstaden Sydney.
Trakten är tätbefolkad. Närmaste större samhälle är Newcastle, omkring 19 kilometer sydväst om Worimi National Park. Genomsnittlig årsnederbörd är 1 277 millimeter. Den regnigaste månaden är februari, med i genomsnitt 223 mm nederbörd, och den torraste är juli, med 46 mm nederbörd.